# Luigi D'Angelo
Luigi D'Angelo (Nápoles, 1 de septiembre de 1923-1 de mayo de 2000) fue un obrero y político italiano.

## Biografía
Fue despedido tras la ocupación de la fábrica donde trabajaba como obrero, que duró 46 días, contra la decisión de desmovilizarla. Se afilió al Partido Comunista Italiano en 1945 y llegó a ser miembro del Comité Federal de la Federación Napolitana, así como del Comité Ejecutivo. También fue miembro del secretariado de la Cámara del Trabajo de Nápoles y secretario responsable de la Federación de Empleados y Obreros Metalúrgicos napolitana desde julio de 1959 a marzo de 1968. Fue elegido a la Cámara de Diputados en la V y VI legislatura, donde fue miembro de la XII Comisión (Industria y Comercio).